# Rulers of Nations: Geo-Political Simulator 2
Rulers of Nations: Geo-Political Simulator 2 (В країнах СНД гра відома як «Правителі націй: Геополітичний симулятор 2») — стратегія, розроблена компанією Eversim для платформи PC, є продовженням гри «Вибори-2008. Геополітичний симулятор». Гравець виступає у ролі глави держави. У його обов'язки входить вирішення економічних, соціальних та військових проблем.

## Ігровий процес
Гравцеві надається змога стати правителем однієї з країн. Його завданням є — підвищення ВВП, збільшення і модернізація армії, формування уряду країни, ведення політику, робота з міжнародними організаціями тощо. Всі інші держави, також розвиваються, ведуть дипломатичні перемовини і створюють торговельні угоди. Будь-яка велика реформа в країні може призвести, або до підвищення популярності в народі, або до зниження. У грі стаються катаклізми.

### Дії гравця
В залежності від обраної країни, голова держави наділений тими чи іншими повноваженнях. В тоталітарних країнах вся влада зосереджена саме в руках президента, а в демократичних для прийняття того чи іншого закону необхідно схвалення парламенту. Всі закони, що виносяться на голосування, впливають на популярність президента, так само, як і його дії. Гравець може проводити зустрічі з видатними особистостями (як з політичними, наприклад, прем'єр-міністром, так і з суспільними, такими як зірки спорту чи культури) та обговорити з ними поточні проблеми, попросити підтримати президента або навіть підкупити співрозмовника.

## Продовження

### Masters of the World
Гра була анонсована в Інформаційному бюлетні під кодовою назвою «GPS-3» в листопаді 2011 року. Тоді ж гравцям, що грали в GPS та GPS 2 запропонували опитування [Архівовано 1 грудня 2012 у Wayback Machine.] щодо функцій, які б вони хотіли б додати в гру.